# 细枝茶藨子
细枝茶藨子（学名：Ribes tenue）为虎耳草科茶藨子属下的一个变种。

## 扩展阅读
維基物種上的相關：细枝茶藨子